# Faradayeffekt

Polariserande rotation på grund av Faradayeffekten.

Faradayeffekten är en beskrivning för interaktionen mellan ljus och ett magnetiskt fält inom fysiken.